# Long (Somme)
Pour les articles homonymes, voir Long.

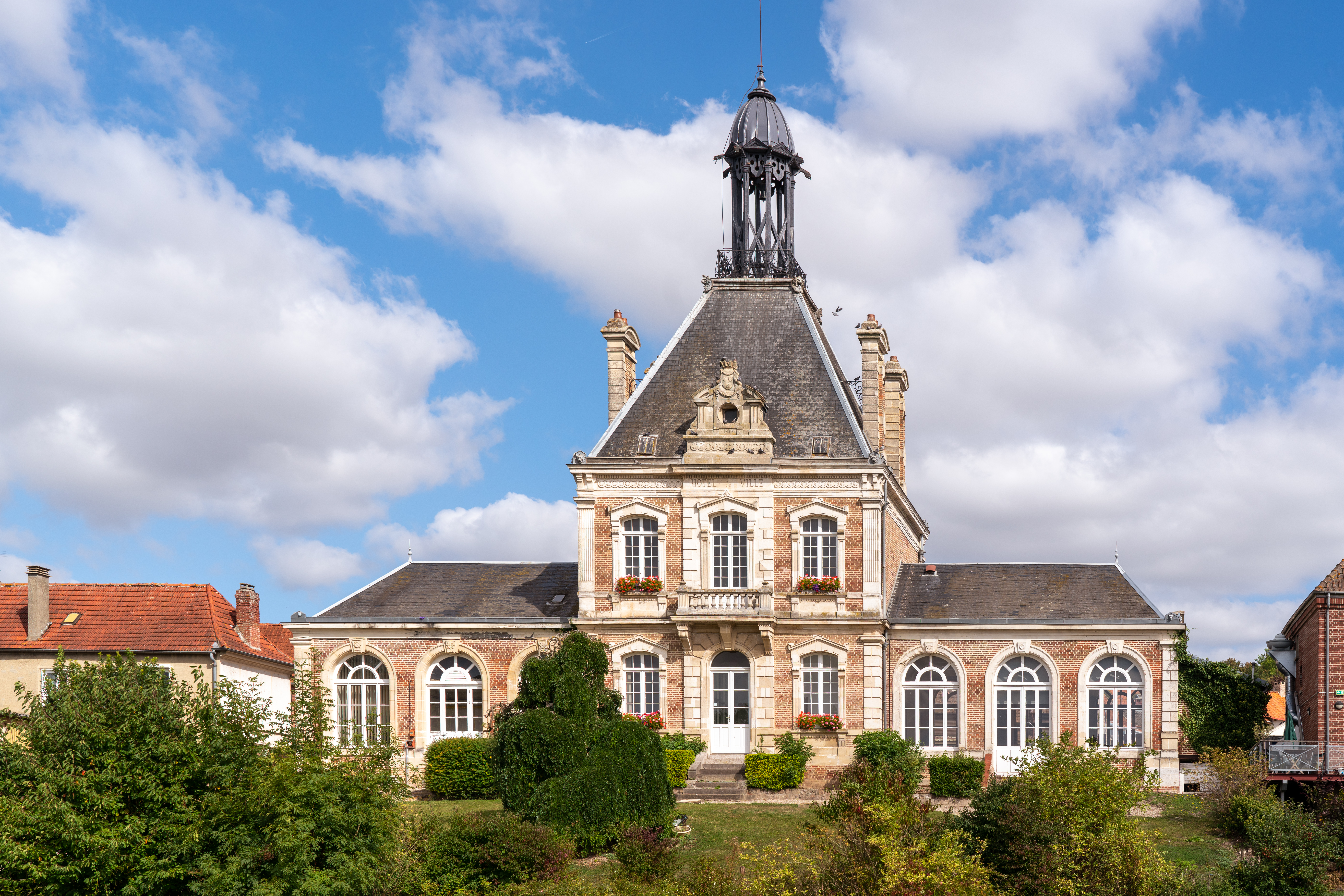
L'Hôtel-de-ville de Long vu du chemin de halage

Long est une commune française située dans le département de la Somme, en région Hauts-de-France.
Ses habitants sont les Longiniens et les Longiniennes.
La commune fait partie des villages labellisés Pays d'art et d'histoire qui œuvrent à mettre en avant leur patrimoine,.

## Géographie

### Localisation
Long est un village picard entre Ponthieu et Vimeu.
Limitrophe d'Ailly-le-Haut-Clocher et Longpré-les-Corps-Saints, la localité est située à 8 km au nord-ouest de Flixecourt, 9 km au nord d'Airaines, 13 km au sud-est d'Abbeville et à 28 km au nord-ouest d'Amiens à vol d'oiseau.
Le territoire de la commune est limitrophe de ceux de sept communes.
Les communes limitrophes sont  Ailly-le-Haut-Clocher, Bouchon, Cocquerel, Fontaine-sur-Somme, L'Étoile, Longpré-les-Corps-Saints et Villers-sous-Ailly.

### Géologie et relief
Le village, situé entre Abbeville et Amiens, est accroché à flanc de coteau, la Somme coulant à son pied.

### Hydrographie

#### Réseau hydrographique
La commune est située dans le bassin Artois-Picardie. Elle est drainée par la Somme canalisée, l'Etang des Provisions et un autre petit cours d'eau.
Toute la partie sud du territoire communal est occupée par le canal de la Somme et divers marais. Le canal, où la navigation de  plaisance est possible, a été construit entre 1770 et 1827, et mis au gabarit Freycinet en 1880. Il est long de 170 km. Il débute à Saint-Simon où il touche au canal de Saint-Quentin et débouche dans la baie de Somme. La Somme et ses marais, qui font partie des marais et tourbières des vallées de la Somme et de l'Avre inscrits en 2017 dans la liste des zones humides d'importance internationale.

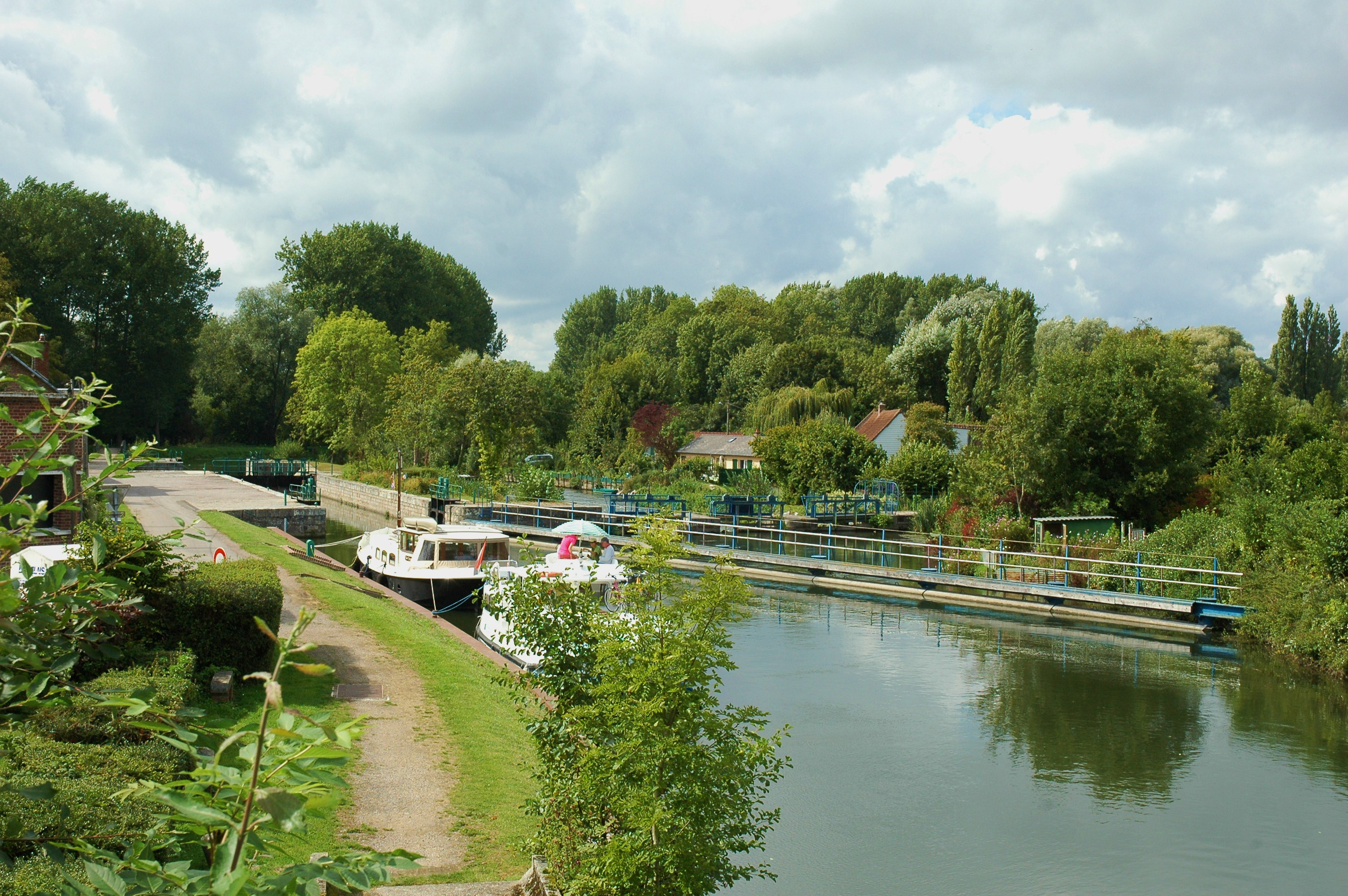
L'écluse dans son cadre verdoyant prisé par les campeurs et les pêcheurs.
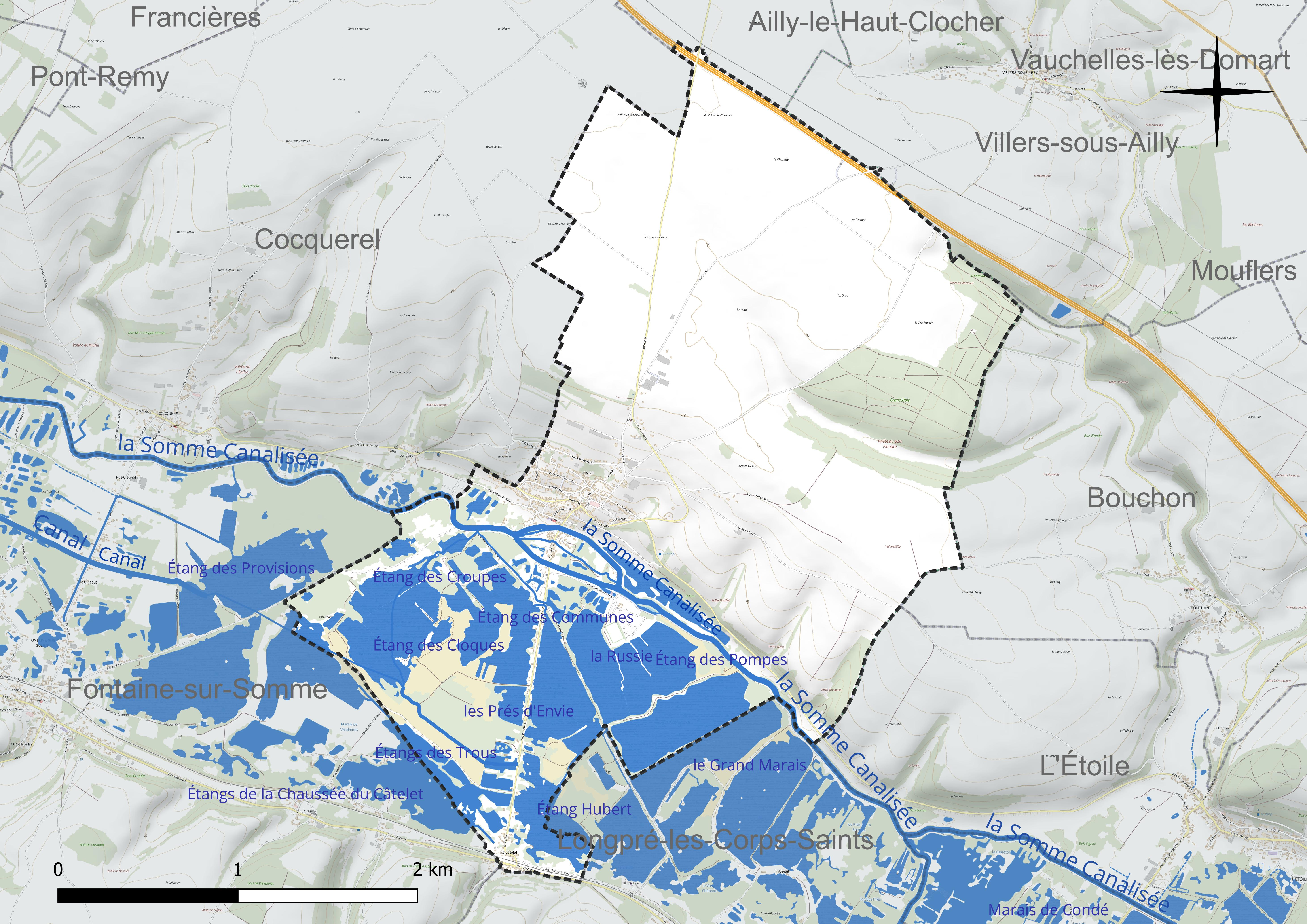
Réseau hydrographique de Long.

Divers plans d'eau complètent le réseau hydrographique : le Grand Marais, d'une superficie totale de 15,4 ha (0,2 ha sur la commune), le Petit le marais du Câtelet (1,3 ha), les étangs de la Chaussée du Câtelet, d'une superficie totale de 25,1 ha (8,8 ha sur la commune), les étangs des Trous (2,8 ha), l'étang de la Grande Hutte (12,5 ha), l'étang des Cloques (7,2 ha), l'étang des Communes (18,5 ha), l'étang des Croupes (6,7 ha), l'étang des Pompes (14,7 ha), l'étang des Provisions (20,2 ha), l'étang Hubert, d'une superficie totale de 13,3 ha (10,7 ha sur la commune), l'étang la Russie (11,7 ha) et l'étang les Prés d'Envie, d'une superficie totale de 17,9 ha (17,8 ha sur la commune),.

#### Gestion et qualité des eaux
Le territoire communal est couvert par le schéma d'aménagement et de gestion des eaux (SAGE) « Somme aval et Cours d'eau côtiers ». Ce document de planification concerne un territoire de 1 835 km2 de superficie, délimité par le bassin versant de la Somme canalisée. Le périmètre a été arrêté le 29 avril 2010 et le SAGE proprement dit a été approuvé le 6 août 2019. La structure porteuse de l'élaboration et de la mise en œuvre est le syndicat mixte d'aménagement hydraulique du bassin versant de la Somme (AMEVA).
La qualité des cours d'eau peut être consultée sur un site dédié géré par les agences de l'eau et l'Agence française pour la biodiversité.

### Climat
Pour des articles plus généraux, voir Climat des Hauts-de-France et Climat de la Somme.
En 2010, le climat de la commune est de type climat océanique altéré, selon une étude du CNRS s'appuyant sur une série de données couvrant la période 1971-2000. En 2020, Météo-France publie une typologie des climats de la France métropolitaine dans laquelle la commune est exposée à un climat océanique et est dans la région climatique Côtes de la Manche orientale, caractérisée par un faible ensoleillement (1 550 h/an) ; forte humidité de l'air (plus de 20 h/jour avec humidité relative > 80 % en hiver), vents forts fréquents.
Pour la période 1971-2000, la température annuelle moyenne est de 10,1 °C, avec une amplitude thermique annuelle de 12,6 °C. Le cumul annuel moyen de précipitations est de 760 mm, avec 12 jours de précipitations en janvier et 8,2 jours en juillet. Pour la période 1991-2020, la température moyenne annuelle observée sur la station météorologique la plus proche, située sur la commune d'Abbeville à 13 km à vol d'oiseau, est de 11,0 °C et le cumul annuel moyen de précipitations est de 806,2 mm,. Pour l'avenir, les paramètres climatiques de la commune estimés pour 2050 selon différents scénarios d'émission de gaz à effet de serre sont consultables sur un site dédié publié par Météo-France en novembre 2022.

## Urbanisme

### Typologie
Au 1er janvier 2024, Long est catégorisée bourg rural, selon la nouvelle grille communale de densité à sept niveaux définie par l'Insee en 2022.
Elle est située hors unité urbaine. Par ailleurs la commune fait partie de l'aire d'attraction d'Amiens, dont elle est une commune de la couronne,. Cette aire, qui regroupe 369 communes, est catégorisée dans les aires de 200 000 à moins de 700 000 habitants,.

### Occupation des sols
L'occupation des sols de la commune, telle qu'elle ressort de la base de données européenne d'occupation biophysique des sols Corine Land Cover (CLC), est marquée par l'importance des territoires agricoles (61,5 % en 2018), une proportion sensiblement équivalente à celle de 1990 (61,1 %). La répartition détaillée en 2018 est la suivante : 
terres arables (46,8 %), eaux continentales (19,6 %), forêts (14,7 %), prairies (11,3 %), zones urbanisées (4,1 %), zones agricoles hétérogènes (3,5 %). L'évolution de l'occupation des sols de la commune et de ses infrastructures peut être observée sur les différentes représentations cartographiques du territoire : la carte de Cassini (XVIIIe siècle), la carte d'état-major (1820-1866) et les cartes ou photos aériennes de l'IGN pour la période actuelle (1950 à aujourd'hui).

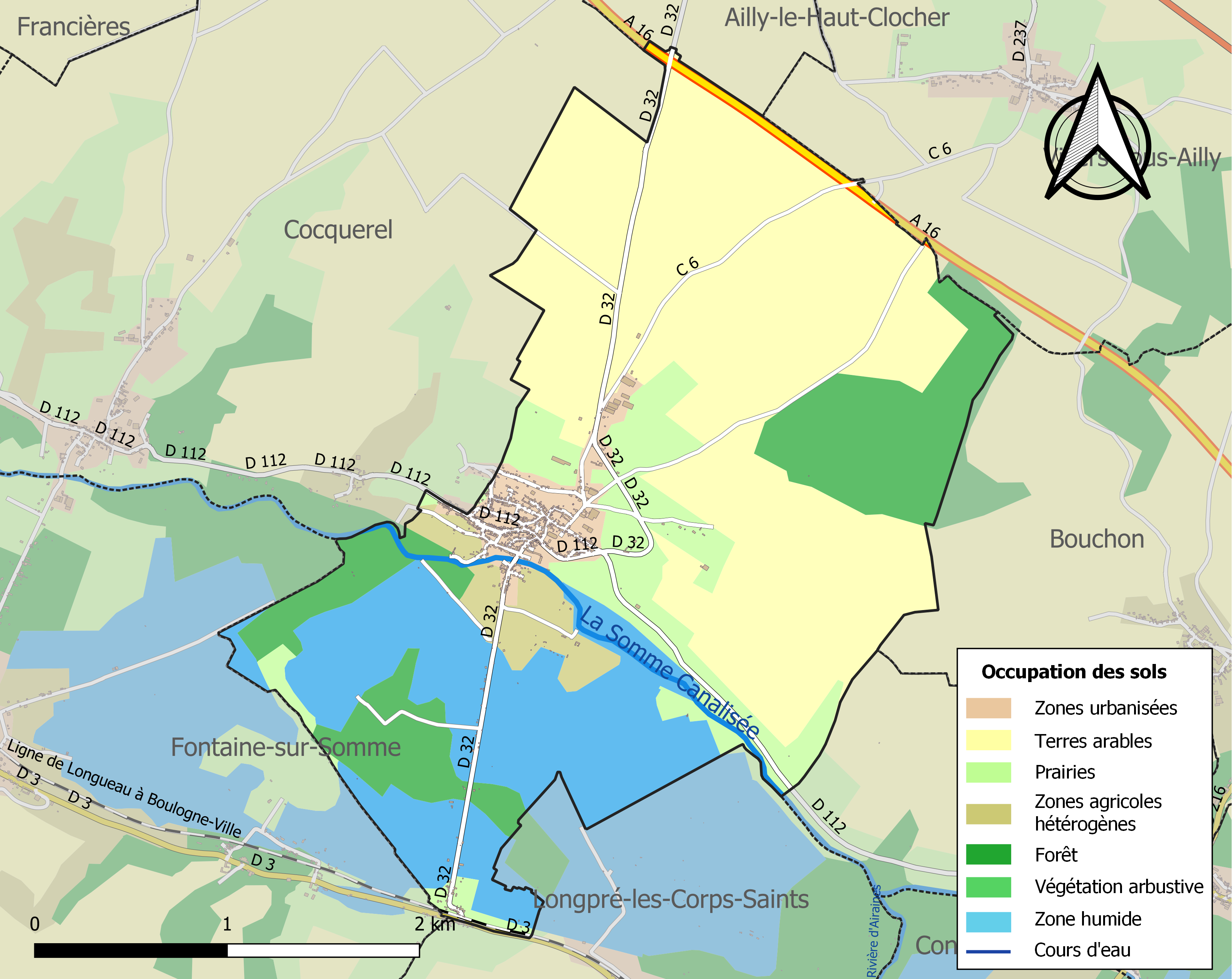
Carte des infrastructures et de l'occupation des sols de la commune en 2018 (CLC).

### Voies de communication et transports
Le territoire communal est limité au nord par le tracé de l'autoroute A16, dont la sortie la plus proche se trouve à Flixecourt.
En 2019,  la localité est desservie par les lignes de bus du réseau Trans'80 (Abbeville - Flixecourt - Amiens, ligne no 17), chaque jour de la semaine, sauf le dimanche et les jours fériés,. Un service de Taxi TER à la demande permet aux habitants de la commune d'effectuer la correspondance en gare de Longpré-les-Corps-Saints avec les trains TER Hauts-de-France en provenance ou à destination d'Amiens.[réf. nécessaire]
La commune fait partie du parc naturel régional Baie de Somme - Picardie maritime. Il est desservie par la véloroute de la vallée de la Somme qui relie Saint-Valery-sur-Somme à Ham. C'est un élément de la véloroute de la Somme à la Marne, la V30.

## Toponymie
Le nom de la localité est attesté sous les formes Longus superior en 855 ; Longo en 864 ; Longum en 1060 ; Long en 1121 ; Lonc en 1141 ; Longum in Pontivo en 1360.
Du latin longus ( mansus ) « long ( village ) ». Long faisait partie du Comté de Ponthieu et était connu sous le nom de Long-en-Ponthieu en 1562. On a  ensuite ajouté le nom d'un de ses hameaux, Le Catelet en 1847.

## Histoire

### Antiquité
Une épée gauloise en fer a été retrouvée sur le territoire communal.

### Moyen Âge
Au Moyen Âge, Long a eu le statut de commune. Au XIIe siècle, il l'a perdu au profit de la famille de Fontaines mais l'a retrouvé en 1379.
Le 22 août 1346, lors de la chevauchée d'Édouard III en 1346, les troupes anglaises  tentent de prendre Long, qui disposait d'un pont, pour franchir la Somme mais ils sont repoussés par les troupes françaises.

### Époque contemporaine
Selon Lionel Bacquet, « Long va devenir un village en effet au milieu du XIXe siècle où de grands travaux vont avoir lieu... et tout cela grâce à l'extraction de la tourbe et à l'invention du grand louchet par Éloi Morel habitant à Thézy-Glimont près d'Amiens. Tout d'abord ce sera la construction des écluses en 1831, la reconstruction de l'église dans un style néo-gothique de 1846 à 1851 puis l'installation d'un orgue Cavaillé-Coll en 1877, la construction du presbytère en 1861, l'école des filles en 1861 et celle de l'école des garçons en 1867, l'hôtel de ville en 1869  »,,
La commune a disposé de la Gare de Long-Le Catelet sur la ligne de Longueau à Boulogne-Ville. Si la ligne est mise en service en 1847 par la compagnie du chemin de fer d'Amiens à Boulogne, la gare n'ouvre qu'après et ferme au début des années 2000.
En 1863, de nombreux commerçants et artisans exerçaient à Long : trois arpenteurs, trois aubergistes, un fabricant de bas, trois bouchers, boulangers, bourreliers, brasseur, briquetier, 9 cafetiers, une vendeuse de charbon, 5 charcutiers, 9 charpentiers (y compris de marine)
, un chaudronnier; un chauffournier, un marchand de chevaux, un cordier, 10 cordonniers, 3 couvreurs, et la liste est trop longue pour être citée en totalité...
Un monument aux morts situé dans le cimetière rappelle la mémoire de 3 soldats de la commune morts pendant la Guerre franco-allemande de 1870.
Première Guerre mondiale
Chacune des années du conflit a vu la disparition des enfants de Long. Le monument aux morts témoigne de leur sacrifice.
Une évocation de l'appel aux combats figure sur la stèle.
Seconde Guerre mondiale
Au début de la Seconde Guerre mondiale, pendant la bataille de France, les 9 et 10 mai 1940, les bombardements font onze victimes civiles.
Vingt-trois soldats du troisième régiment de dragons portés, sont tués en juin 1940 au Catelet, de même que des soldats sénégalais.
Long est occupé le 20 mai 1940 par l'armée allemande et la Somme devient une ligne de démarcation entre la Zone interdite et la Zone libre.
En 1944, lors des combats pour la libération de la France, la ville subit d'importants bombardements visant à la destruction du pont sur la Somme.
Une plaque rappelle le souvenir du soldat dragon écossais Fred Haywood abattu le 1er septembre 1944 à la tourelle de son véhicule. Il avait 28 ans. Il était pilote de char au Royal Scots Greys (le plus célèbre régiment de Grande-Bretagne). Son engin s'était mis en travers sur le pont du canal.  Peu après, 7 500 véhicules de la division Mongo passent sur le même pont, poursuivant les occupants jusqu'au dernier.
Après la seconde guerre mondiale la commune reçoit la croix de guerre 1939-1945 avec étoile de bronze. Elle est citée à l'ordre du régiment du 11 novembre 1948 : "courageuse commune au tiers détruite pendant la guerre 1939-1945, s'est remise avec foi et ardeur au travail"

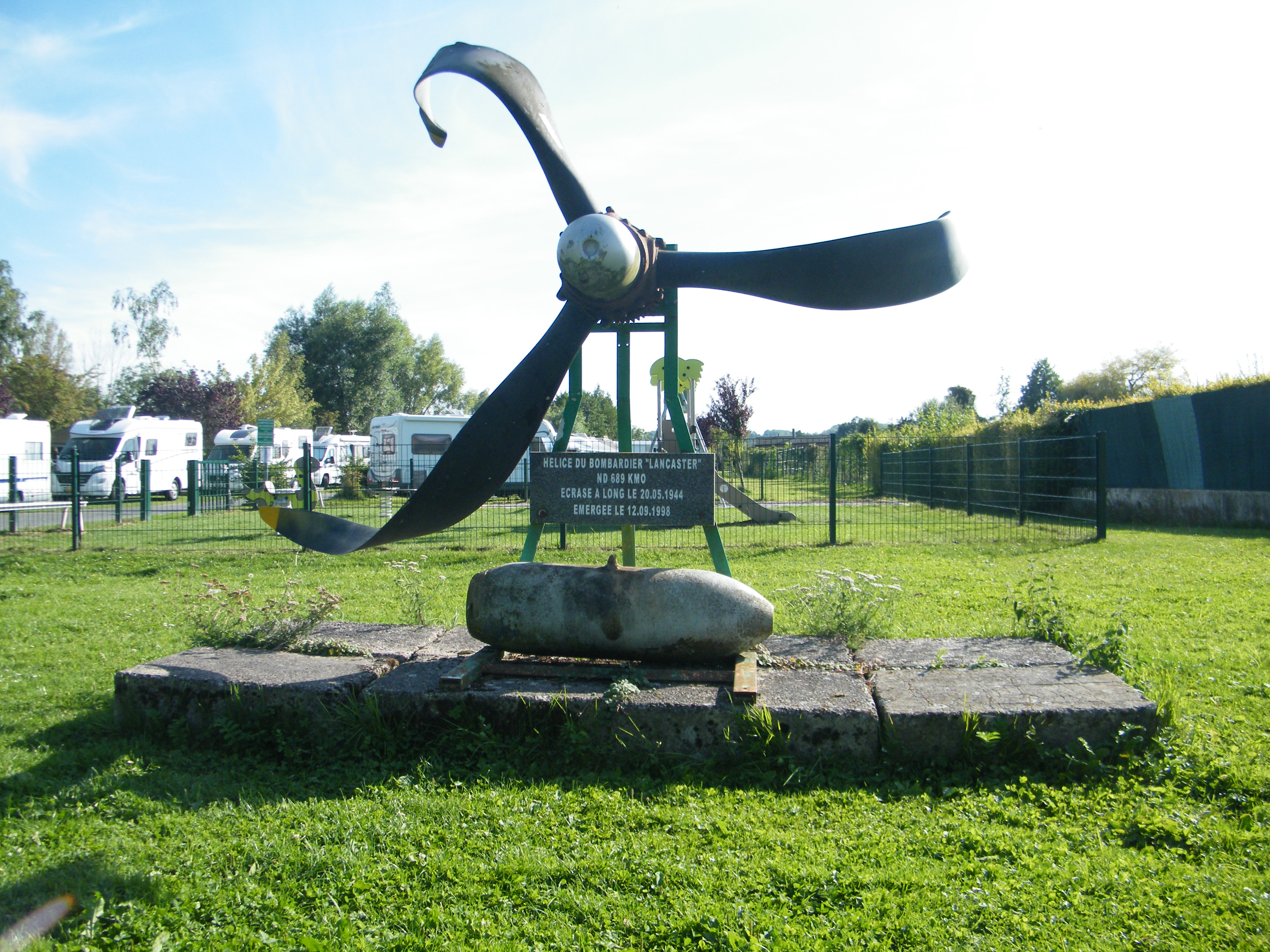
Hélice du Lancaster III tombé le 20 mai 1944 et découvert dans les marais en 1998,.

## Politique et administration

### Rattachements administratifs et électoraux
Rattachements administratifs
La commune se trouve depuis 1926 dans l'arrondissement d'Abbeville du département de la Somme.
Elle faisait partie depuis 1793 du canton d'Ailly-le-Haut-Clocher . Dans le cadre du redécoupage cantonal de 2014 en France, cette circonscription administrative territoriale a disparu, et le canton n'est plus qu'une circonscription électorale.
Rattachements électoraux
Pour les élections départementales, la commune fait partie depuis 2014 du canton de Rue
Pour l'élection des députés, elle fait partie de la première circonscription de la Somme.

### Intercommunalité
Long était membre de la communauté de communes du Haut-Clocher, un établissement public de coopération intercommunale (EPCI) à fiscalité propre créé fin 1999  et auquel la commune a transféré un certain nombre de ses compétences, dans les conditions déterminées par le code général des collectivités territoriales.
Dans le cadre des dispositions de la loi portant nouvelle organisation territoriale de la République du 7 août 2015, cette intercommunalité a fusionné avec ses voisines pour former, le 1er janvier 2017, la communauté de communes Ponthieu-Marquenterre, dont est désormais membre la commune.
Néanmoins, l'ancien maire Jean-Marie Surowiec a milité sans succès pour le rattachement de Long à la communauté d'agglomération de la Baie de Somme, soutenant, avec le conseil municipal,  l'importance de l'attrait de la ville d'Abbeville et des nombreux services qu'elle offre, son patrimoine, de même que la collaboration qui existe entre Long et Longpré-les-Corps-Saints en matière d'éco-tourisme, alors que la commune se ressent isolée par rapport au Ponthieu-Marquenterre,,

### Liste des maires
| Période   | Période                       | Identité            | Étiquette | Qualité |
| --------- | ----------------------------- | ------------------- | --------- | --- |
| 1939      | 1944                          | Gaëtan Carpentier   |           | Mort en déportation |
| 1947      |                               | Robert Coffinier    |           | |
| 1953      |                               | Raoul Foulon        |           | |
| 1965      |                               | Paul Danten         |           | |
| 1983      | 1989                          | Michel Besson,      |           | Président honoraire de l'Union départementale des offices de tourisme, Ancien président de la Fédération régionale des offices de tourisme Président de l'association des Amis de Saint-Riquier (2005 → ? ) |
| 1989      | mars 2008                     | Gabriel Bernard     |           | |
| mars 2008 | mars 2014                     | Francis Lépine      | DVD       | |
| mars 2014 | 2020                          | Jean-Marie Surowiec |           | |
| 2020,     | En cours (au 20 janvier 2025) | Jean-Marie Pecquet  |           | Dirigeant retraité d'un centre informatique spécialisé dans le secteur agricole |

## Population et société

### Démographie
L'évolution du nombre d'habitants est connue à travers les recensements de la population effectués dans la commune depuis 1793. Pour les communes de moins de 10 000 habitants, une enquête de recensement portant sur toute la population est réalisée tous les cinq ans, les populations de référence des années intermédiaires étant quant à elles estimées par interpolation ou extrapolation. Pour la commune, le premier recensement exhaustif entrant dans le cadre du nouveau dispositif a été réalisé en 2007.

En 2022, la commune comptait 599 habitants, en évolution de −4,01 % par rapport à 2016 (Somme : −1,26 %, France hors Mayotte : +2,11 %).
| 1793  | 1800  | 1806  | 1821  | 1831  | 1836  | 1841  | 1846  | 1851  |
| ----- | ----- | ----- | ----- | ----- | ----- | ----- | ----- | ----- |
| 1 248 | 1 294 | 1 381 | 1 520 | 1 593 | 1 529 | 1 573 | 1 593 | 1 589 |

| 1856  | 1861  | 1866  | 1872  | 1876  | 1881  | 1886  | 1891  | 1896  |
| ----- | ----- | ----- | ----- | ----- | ----- | ----- | ----- | ----- |
| 1 529 | 1 505 | 1 466 | 1 348 | 1 336 | 1 225 | 1 218 | 1 205 | 1 122 |

| 1901  | 1906  | 1911 | 1921 | 1926 | 1931 | 1936 | 1946 | 1954 |
| ----- | ----- | ---- | ---- | ---- | ---- | ---- | ---- | ---- |
| 1 085 | 1 026 | 920  | 816  | 780  | 733  | 706  | 711  | 695  |

| 1962 | 1968 | 1975 | 1982 | 1990 | 1999 | 2006 | 2007 | 2012 |
| ---- | ---- | ---- | ---- | ---- | ---- | ---- | ---- | ---- |
| 656  | 648  | 606  | 574  | 575  | 624  | 654  | 658  | 640  |

| 2017 | 2022 | - | - | - | - | - | - | - |
| ---- | ---- | - | - | - | - | - | - | - |
| 621  | 599  | - | - | - | - | - | - | - |

### Enseignement

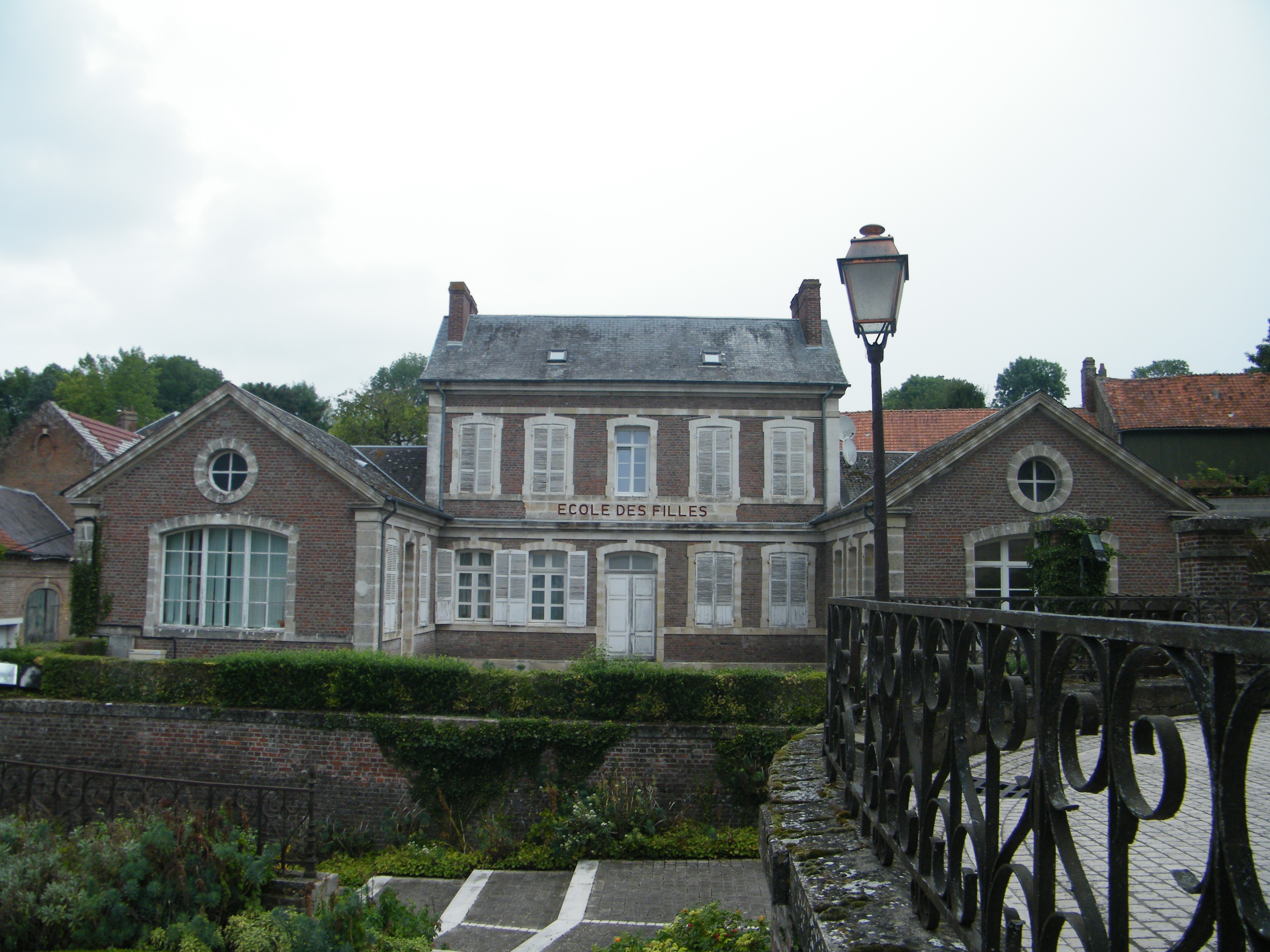
L'ancienne école des filles.

Long a possédé une école de filles et une école de garçons, à proximité de la mairie. Ces locaux ont été reconvertis pour l'utilisation communale.
L'école intercommunale Victor Hugo a été construite à Ailly-le-Haut-Clocher. Elle scolarise 303 élèves au cours de l'année scolaire 2014-2015 et regroupe des écoliers d'Ailly-le-Haut-Clocher, Brucamps, Domqueur, Ergnies, Long, Mouflers, Yaucourt-Bussus.

### Sports
Les plans d'eau et la Somme permettent des activités diverses : canotage, paddle ...

## Culture locale et patrimoine

### Lieux et monuments
- La mairie, construite en briques et pierre en 1869[58]

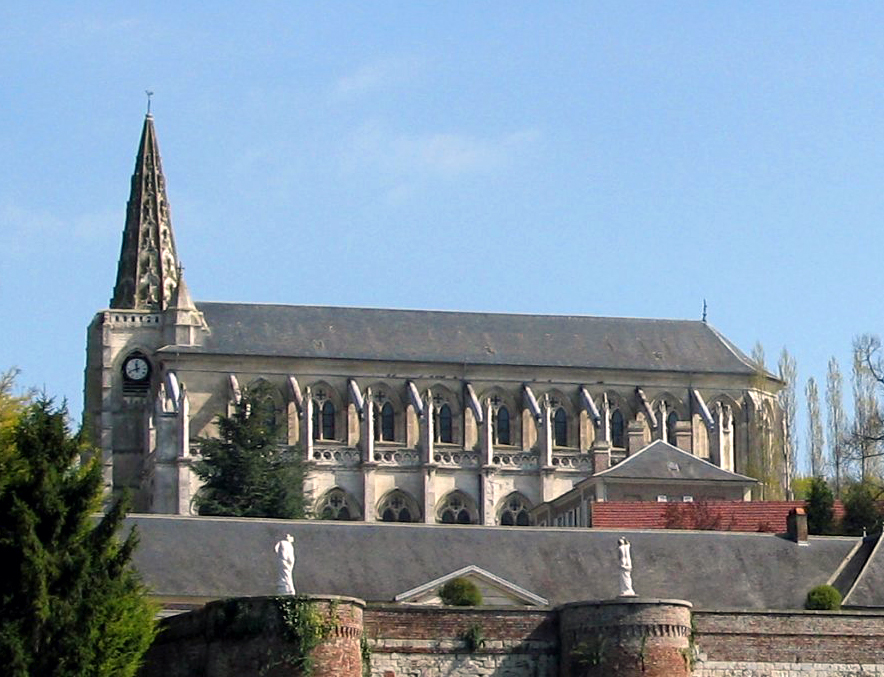
L'église, édifice.

- Église Saint Jean-Baptiste, dont la reconstruction s'acheva en 1851 en style néo-gothique et dont le clocher, classé monument historique, date du XVIe siècle. 
L'édifice, facilement repérable par sa position dominant le château et la vallée verdoyante, se caractérise par son clocher à flèche de pierre, typique des églises de ces villages le long de la Somme, en aval d'Amiens[59],[60]. A l'intérieur se trouve un orgue Caillavé-Coll de 1876 apprécié des musiciens[61].

- Centrale hydro-électrique : La commune de Long fut pionnière dans le département de la Somme en ce qui concerne l'électrification. L'usine communale d'élévation d'eau et de production d'électricité est construite de 1901 à 1903 sur divers bras de la Somme. Cette usine hydro-électrique édifiée par les établissements Daydé et Pillé pour la Compagnie Générale d'électricité de Creil était équipée de trois turbines américaines de 32 chevaux chacune, l'usine pompait l'eau de la nappe artésienne pendant le jour et générait de l'électricité la nuit. Elle fonctionna jusqu'en 1968, année à laquelle la commune est raccordée au réseau E.D.F., la production de courant continu de 110 volts ne correspondant plus aux besoins de la population.
La centrale hydro-électrique de Long qui a conservé presque intégralement son matériel : turbines, entraînements, dynamos, pompes et tableau de commandes est toujours en état de marche. Elle abrite, en outre, une exposition sur l'extraction de la tourbe qui fit la prospérité du village jusqu'à la Seconde Guerre mondiale.
L'usine hydro-électrique de Long est classée « Monument historique » depuis 1984.

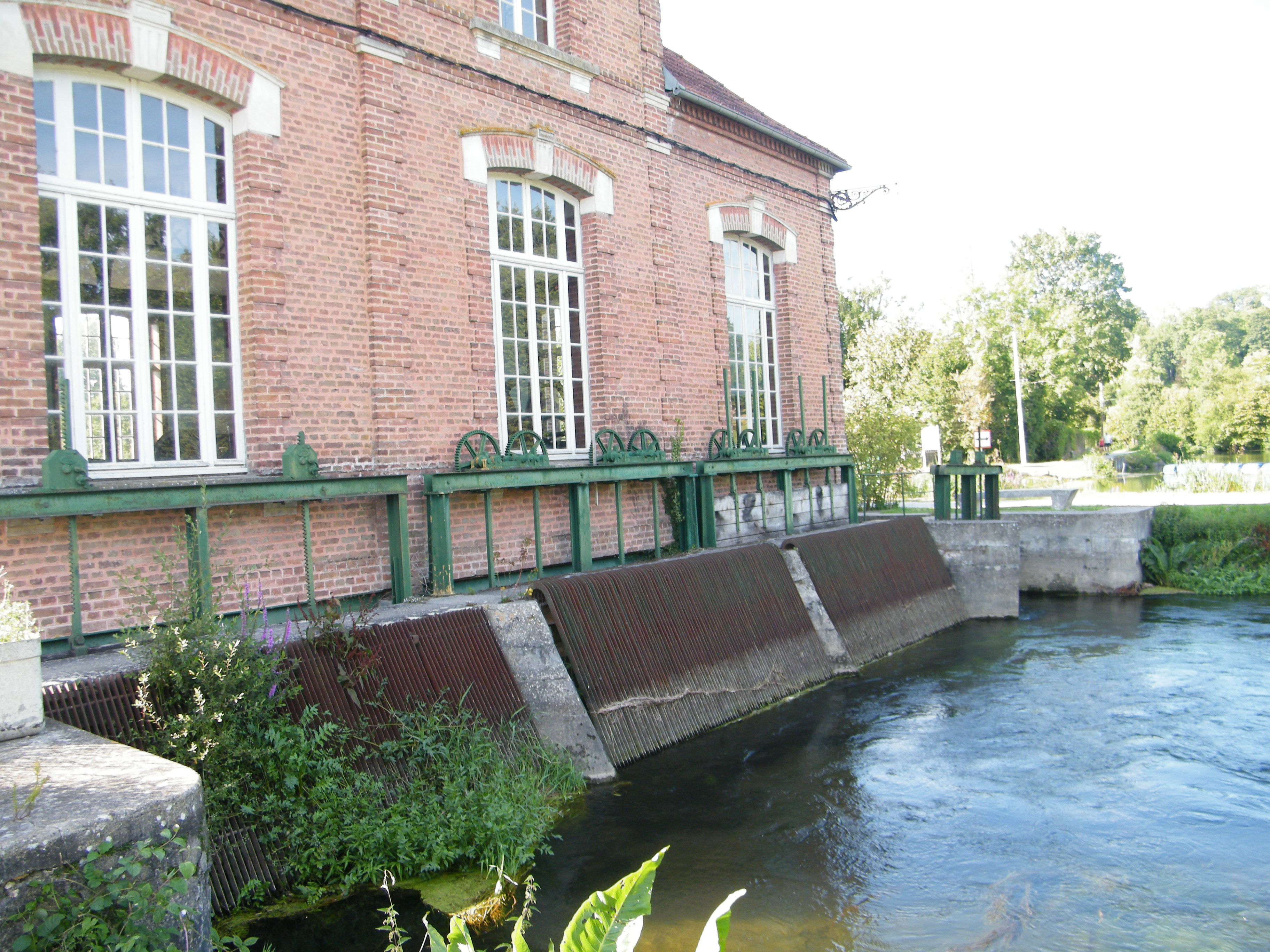
Vue est-sud-est.
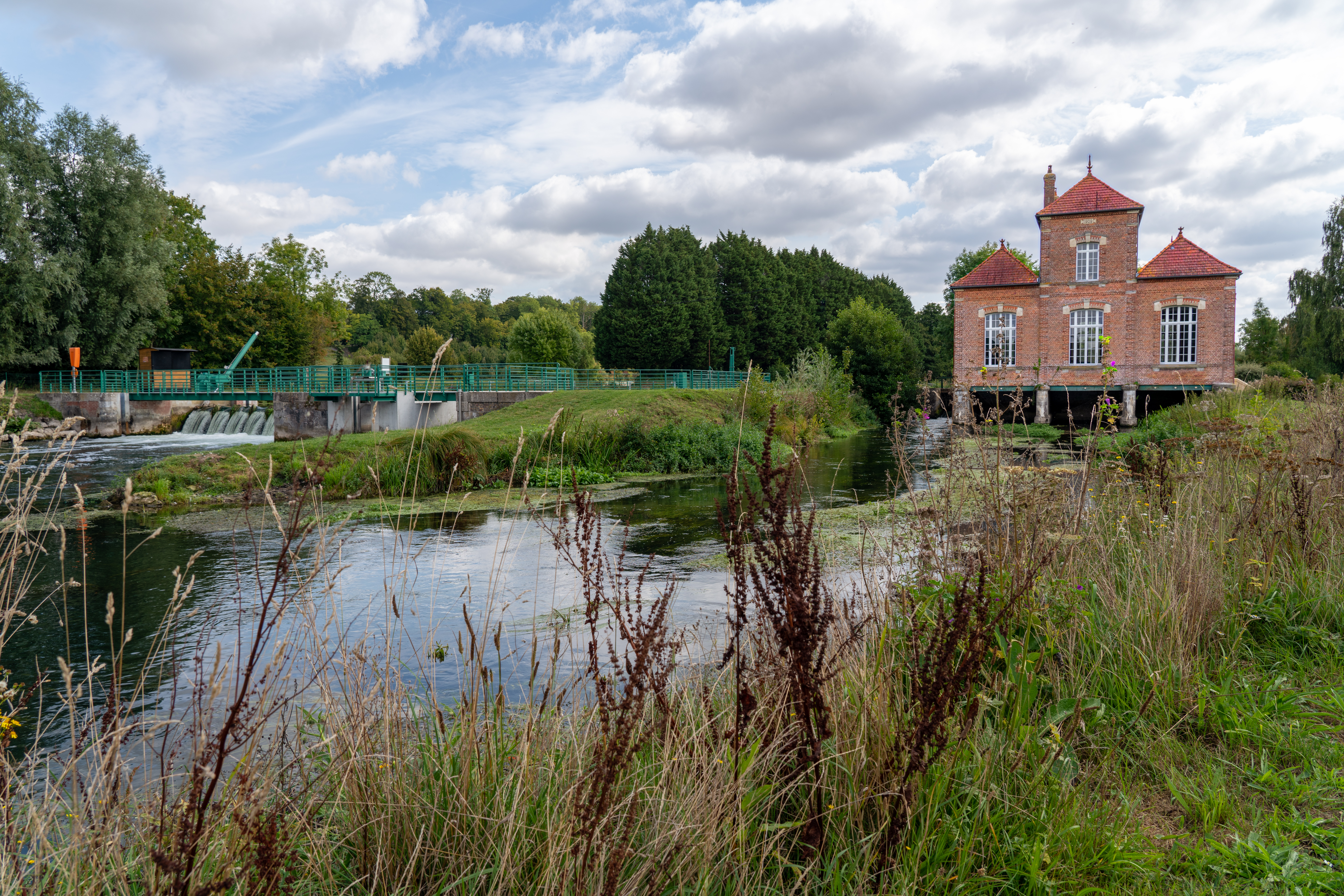
Vue ouest-nord-ouest.
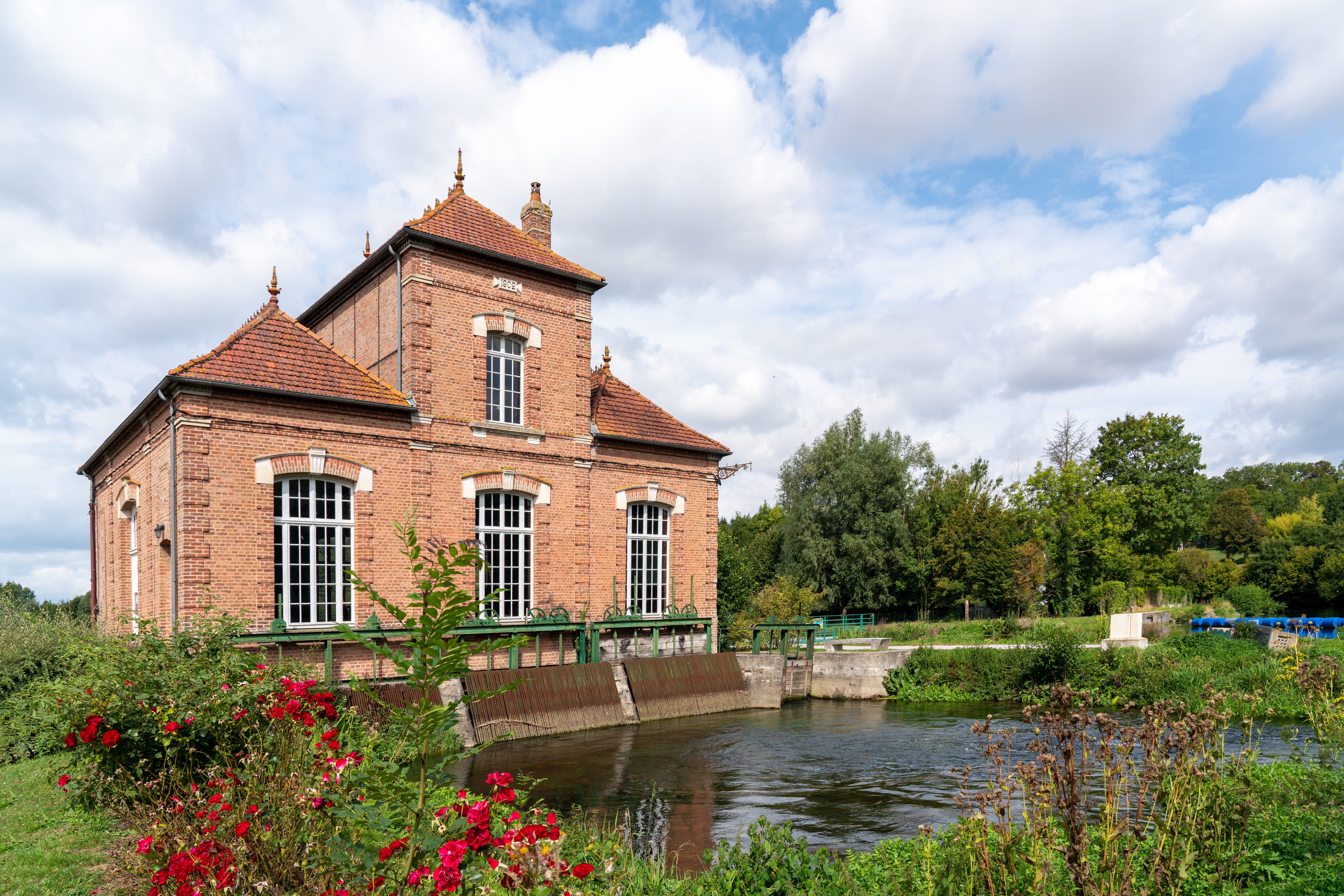
Vue est-sud-est.
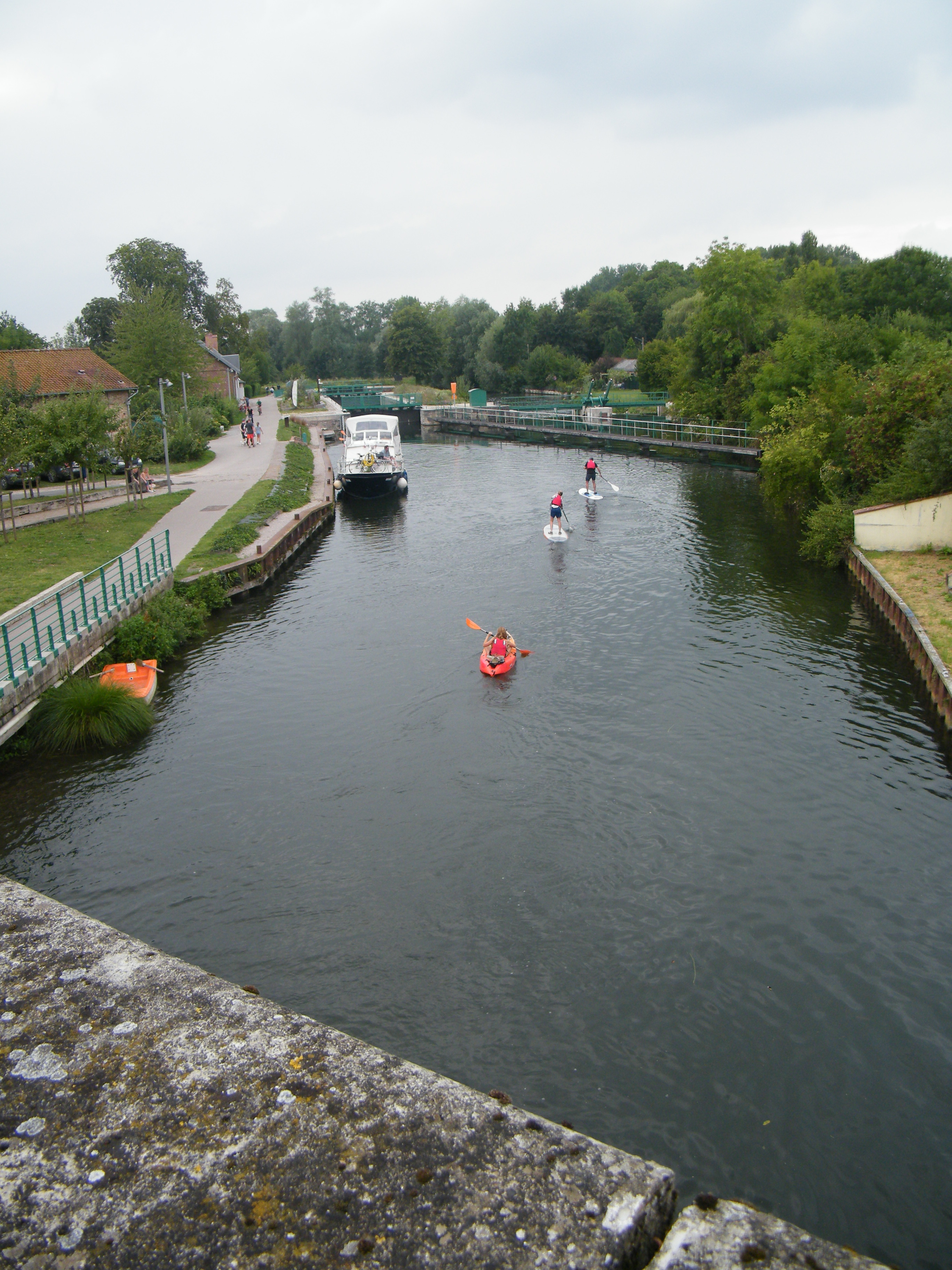
Canotage à Long.

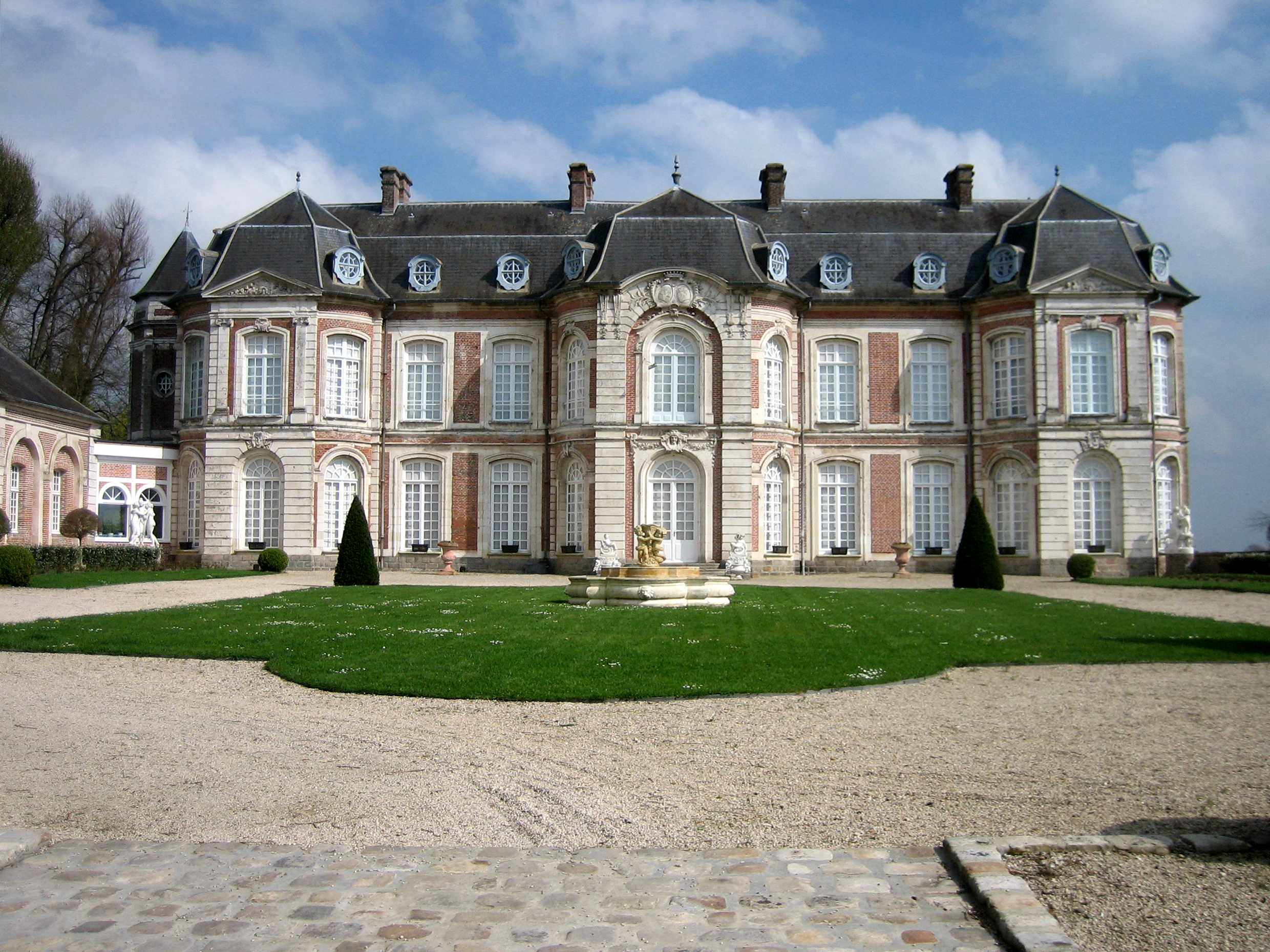
Le château.

- Le château, appelé aussi la folie de Buissy[62],[63],[64], était à l'origine une petite forteresse médiévale destinée à contrôler le passage sur la Somme. Détruit en 1700, le château est reconstruit par Honoré Charles de Buissy, seigneur du lieu en 1733 dans un style caractéristique des constructions du XVIIIe siècle dans la région, en brique et pierre. Laissé à l'abandon après la Seconde Guerre mondiale, il est racheté en 1964 par un industriel du Nord, qui le sauve de la ruine, et a été revendu en 2000 aux propriétaires actuels qui continuent les restaurations[65]
Le corps de logis sur trois niveaux dont un mansardé, est composé d'une façade avec trois avant-corps à pans latéraux arrondis. Au centre, quatre consoles, au décor sculpté de bouquets et motifs floraux encadrent deux grands écus. La porte d'entrée est surmontée d'un masque symbolisant la force. 
Le parc de 20 ha se compose de pelouse et fleurs, d'étang et de bois, de serres et d'un lavoir.
Les dépendances du château possèdent un impressionnant colombier.
Le château, le parc et l'avenue qui précède l'entrée sont inscrits à l'inventaire supplémentaire des Monuments historiques depuis 1944. Les façades et toitures des communs, le colombier et les deux serres sont inscrits « Monuments historiques » depuis 2003.

- Le monument aux morts : construit en 1920, le monument aux morts de Long est situé en contrebas de l'église. Il est l'œuvre du sculpteur parisien Georges Chauvel et des fonderies Montagutelli Frères. Le groupe sculpté représente une femme couronnée de lauriers avec à ses pieds un soldat mourant. Le bas-relief représente la mobilisation des hommes de Long. Le socle est en marbre bleu turquin et les motifs de décoration sont en mosaïque d'or[66]
- La chapelle Notre-Dame-de-Lourdes, qui se trouve sur les hauteurs de Long en direction d'Ailly-le-Haut-Clocher[67]. Datée de 1870, elle a été édifiée après la perte d'un fils de 21 ans[68].
C'est un point de vue saisissant lorsqu'on arrive d'Ailly-le-Haut-Clocher[61].
- Plusieurs niches dans les murs du village, en particulier, celles de saint Jean et de saint Pierre, les plus rares[68].
- Le marais : le site fait partie d'un ensemble d'étangs tourbeux d'une importance patrimoniale reconnue, avec une forte biodiversité retrouvée[69],[61].

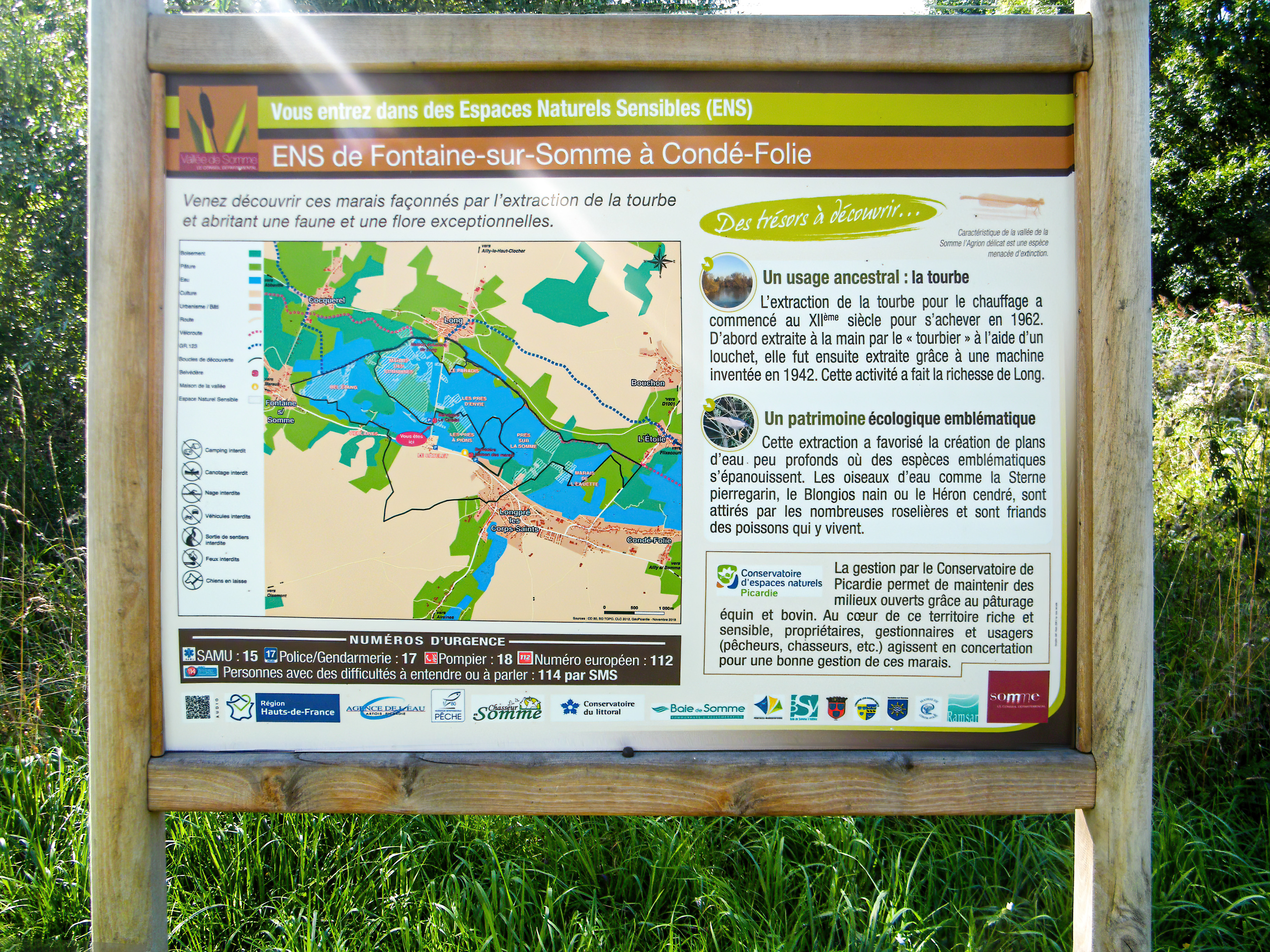
De Fontaine à Condé-Folie.
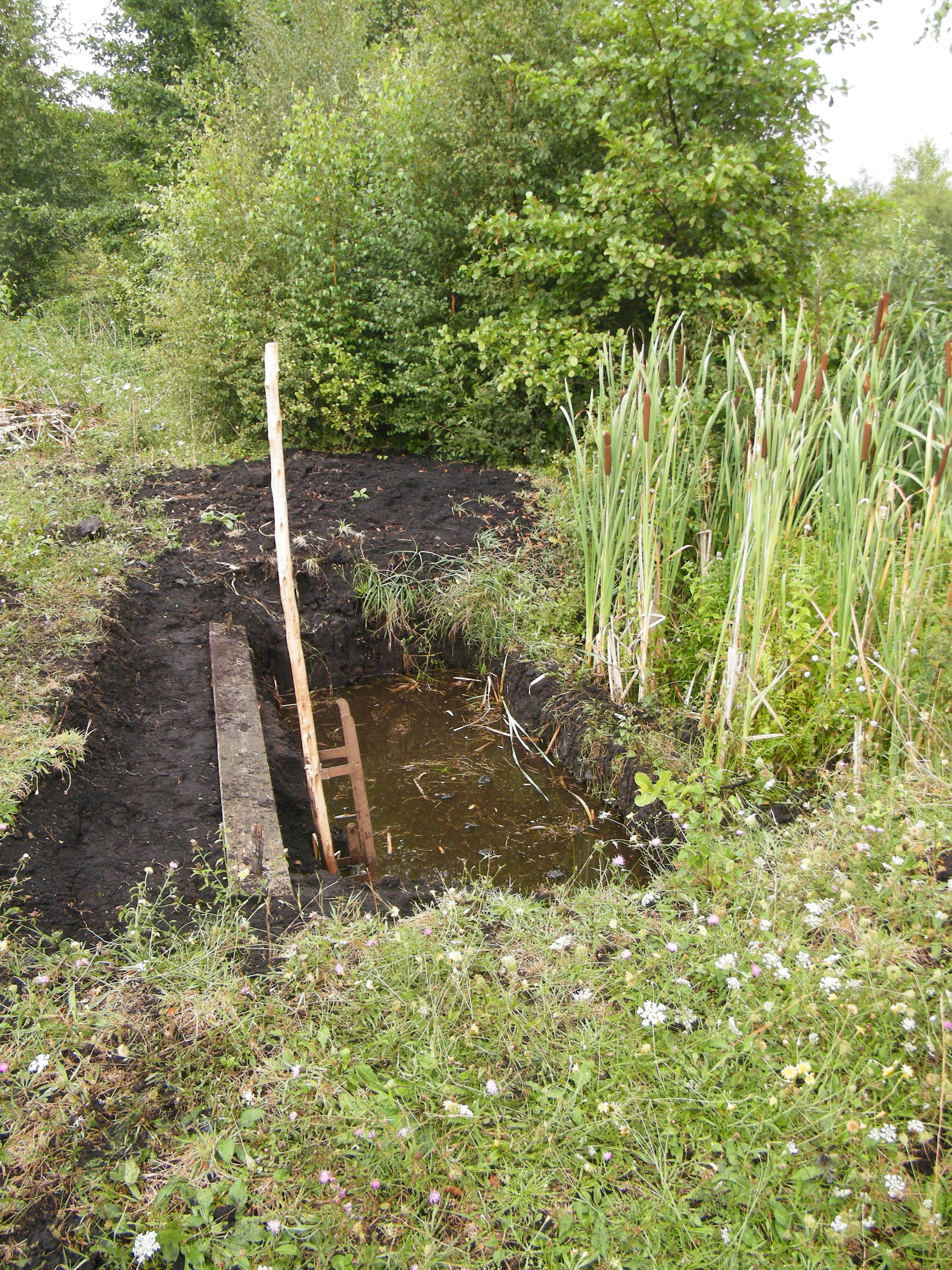
Site d'extraction de la tourbe.
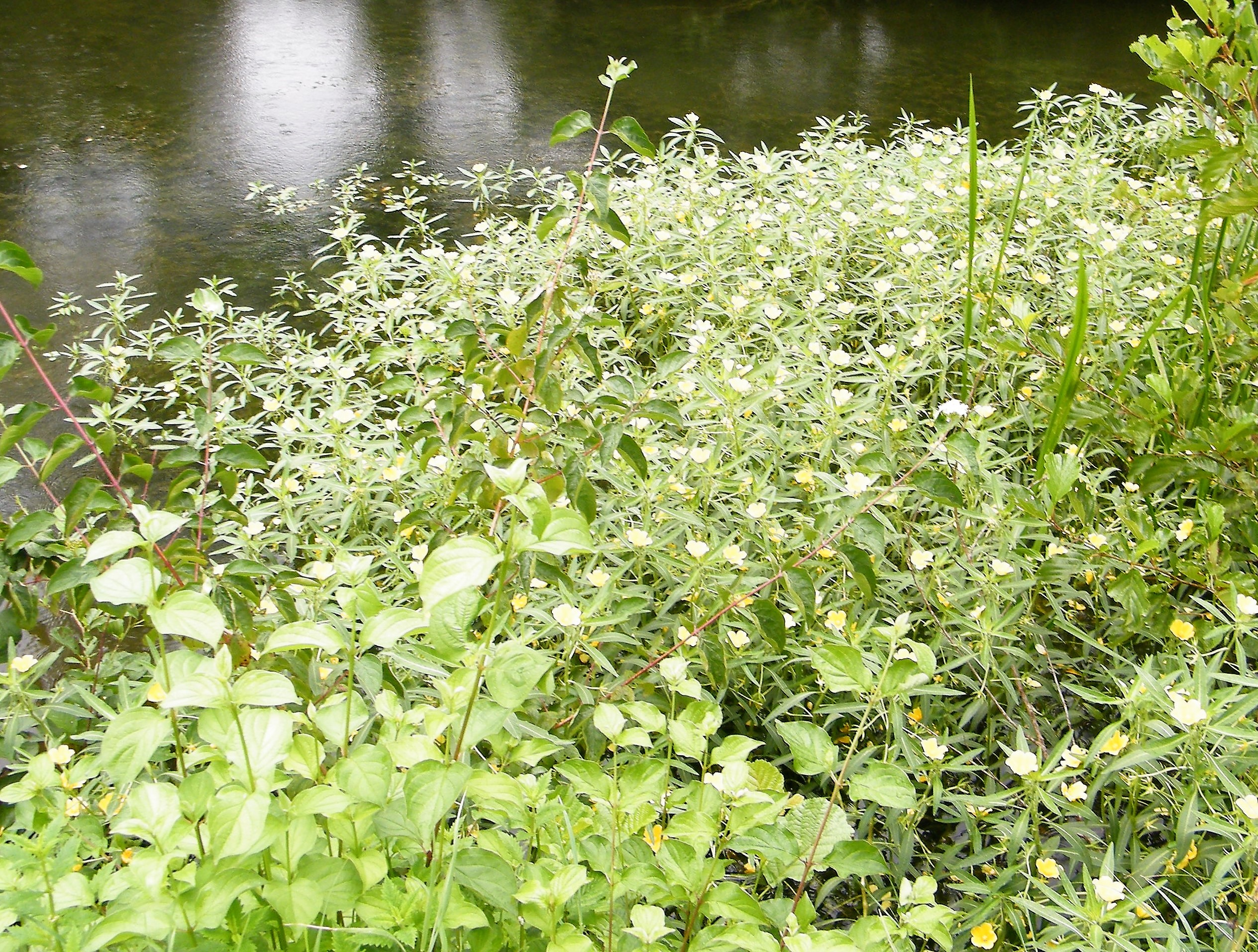
Invasion de Jussie.
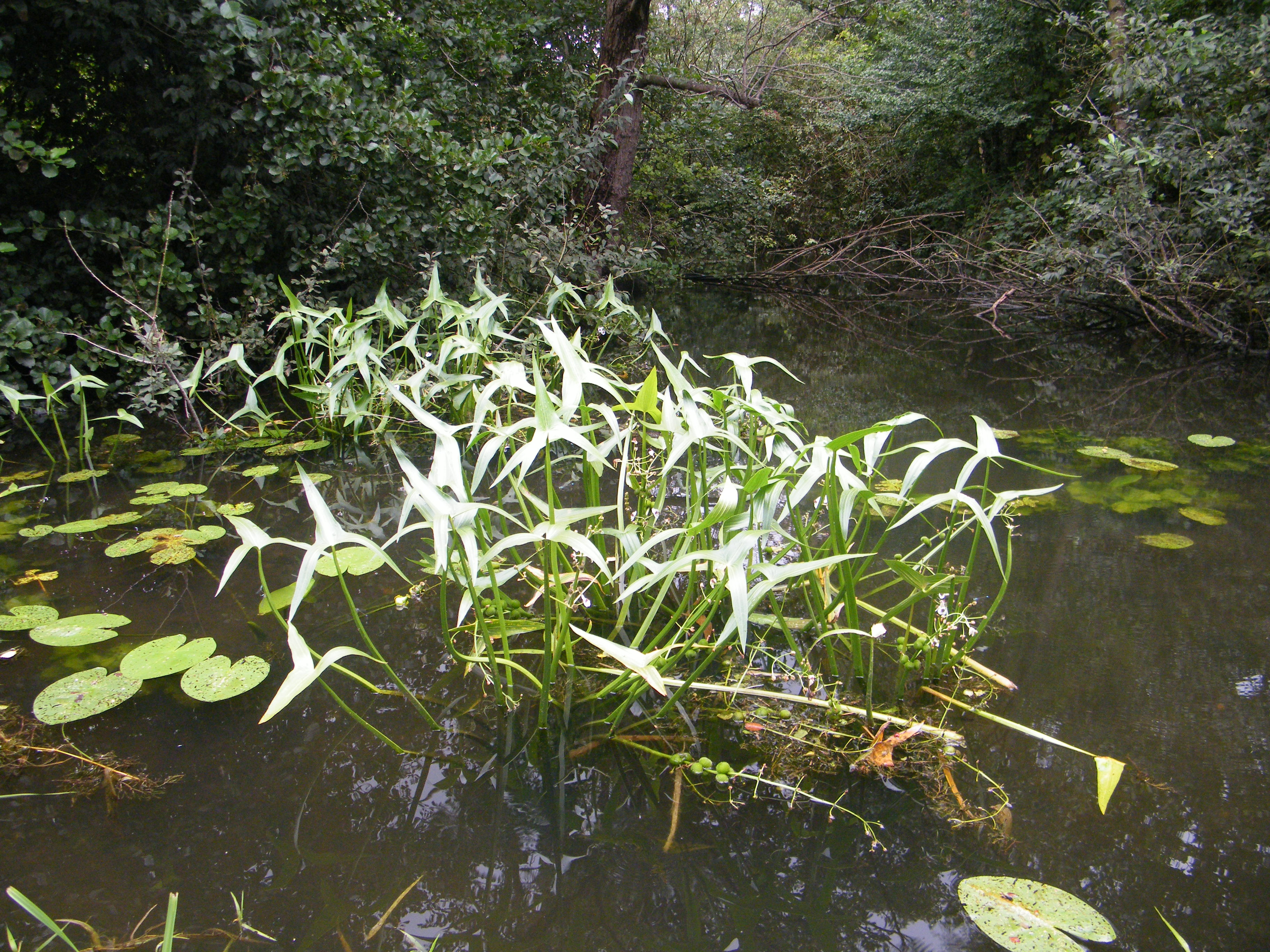
Sagittaire en forme de flèche.
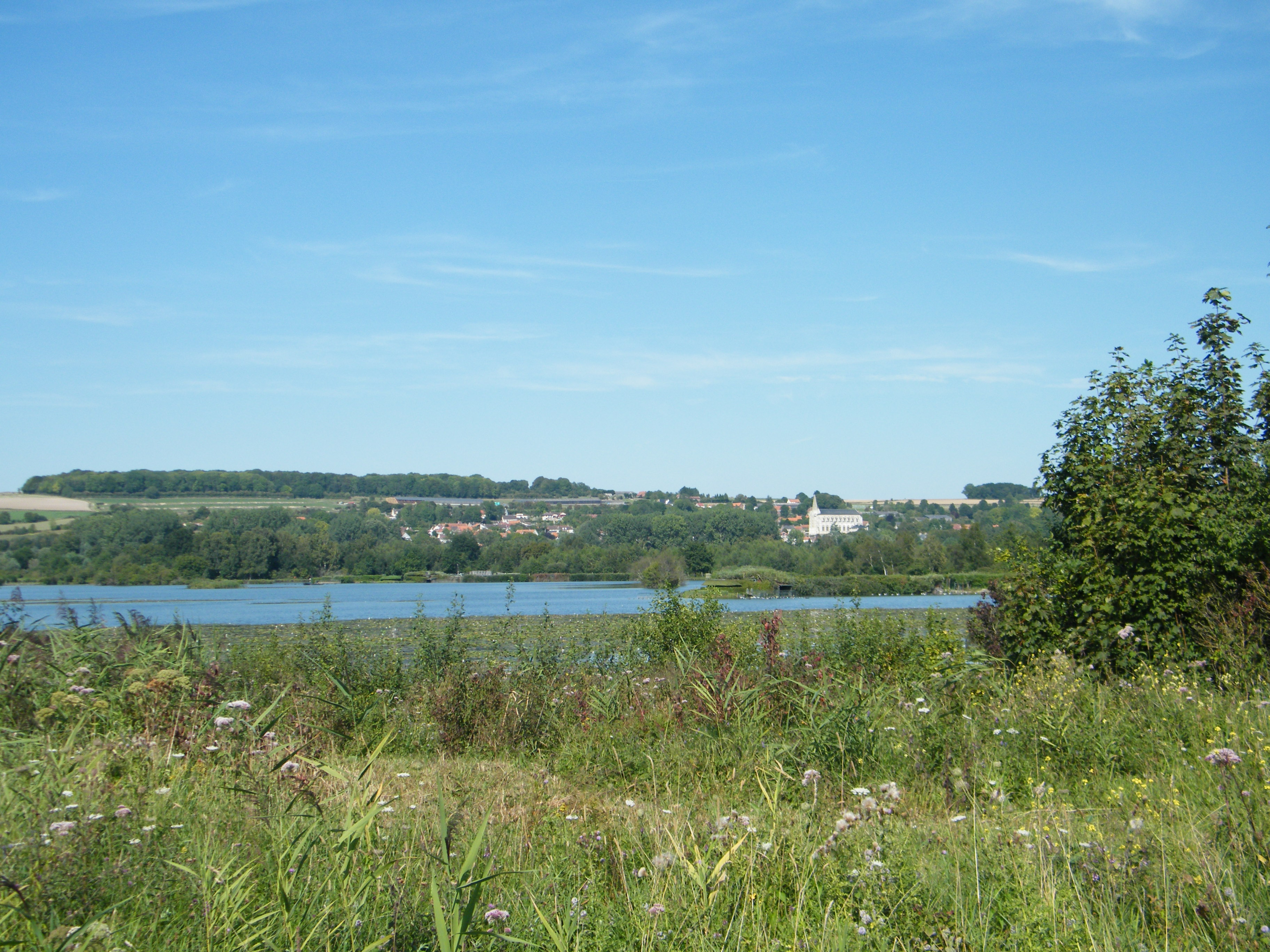
L'étang des croupes.

.
- La passe à poissons 
La passe a permis de dénombrer près de 28 000 poissons dans la Somme en un an par vidéo-comptage (d'août 2018 à août 2019). Le gardon arrive en tête, suivi par l'ablette et la perche commune. La brème, le barbeau fluviatile et la vandoise viennent ensuite... 
Pour la première fois, quatre grandes aloses ont été aperçues[70].
- La maison éclusière, à côté de l'écluse, a été  occupée par des éclusiers jusqu'en 2002. Elle est désormais un lieu d'animation touristique le long de la véloroute de la vallée de la Somme[71]

### Personnalités liées à la commune

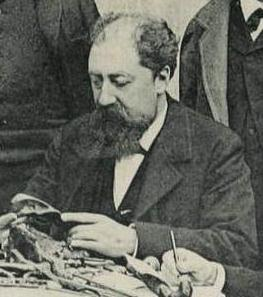
Le Dr Marceau Bilhaut en 1894.

- Le docteur Marceau Bilhaut,  médecin et chirurgien français, né à Long en 1848 et mort en 1925, est inhumé dans le cimetière de la commune.
- Joseph Lévêque et Lucien Dufourmantelle, deux résistants longiniens tombés en septembre 1944[37].

### Long dans les arts
La première chose qu'on regarde, roman de Grégoire Delacourt paru en 2013, se déroule en grande partie à Long où un l'un des personnages principaux, Arthur Dreyfuss, est mécanicien dans le garage du village. Il reçoit la visite d'un sosie de l'actrice américaine Scarlett Johansson dont il tombe amoureux.
Le roman décrit le village et mentionne ces principaux lieux, le château, les étangs, etc.
À noter que l'actrice américaine, n'appréciant pas l'utilisation de son image, a porté plainte contre les Éditions Jean-Claude Lattès.

### Héraldique
|  | Les armes de la commune se blasonnent ainsi : De gueules à trois écussons de vair. Le blason figure sur le fronton de l'hôtel de ville, daté de 1869. Ces armes sont celles de la commune médiévale et elles sont connues par une série de sceaux municipaux des XIVe et XVe siècles,. Elles sont exactement semblables aux armes de la famille de Fontaines, seigneur du lieu,. |